# 山口城
山口城（やまぐちじょう）は、山口県山口市滝町（周防国山口）にあった日本の城。山口屋形・山口政庁・山口政事堂などとも呼ばれていた。表門（旧山口藩庁門）など一部が現存する。

## 概要
大内氏が築城した高嶺城（こうのみねじょう）跡のある山口の一露山麓に、長州藩（毛利氏）の13代毛利敬親の居城として築かれた城。
慶長5年（1600年）以降、萩城が周防・長門国36万石を所領した毛利氏の居城であったが、幕末の変動に伴う有事に備えて、下関や瀬戸内海側への指揮がしやすい拠点として、山口に築城された。なお、かつて関ヶ原の戦いに敗れて広島城を失った毛利氏が、防長移封後の新たな居城建設候補地のひとつとして、山口（高嶺城）を挙げている（江戸幕府が萩への築城を指示したのは、要衝の地である山口ではなく僻地である萩に押し込めたと一般的に言われているが、外国艦隊との戦いに備えて山口への移転を行った山口移鎮の経緯から、山口城の築城は長年の毛利氏の悲願という見解は成り立たないともされる）。
天守の無い平城であったが、高嶺城を詰城としている。現存する絵図によると、大砲を備えた西洋式城郭（八角の稜堡式城郭）の特徴があったとされる。また、周囲には水堀と腰巻型の石垣を築き、萩城御殿を解体移築した御殿が建てられていた（萩城の御殿や禁門の変後に没収された江戸桜田藩邸を解体したものが移築されており、幕府には「屋形の移設」として申請されている）。性質としては居館であるが、広義の城郭としては毛利氏が築いた最後の城となる。
長州藩内では山口屋形（やまぐちやかた）、藩外からは山口城と呼ばれた。

## 歴史

### 幕末
文久2年（1862年）10月、本拠地を萩城から山口に移すことを内定、元治元年（1864年）10月に新たな藩主居館（屋形・政事堂）が完成し、毛利敬親は山口に移った（山口移鎮）。
しかし、同年に生じた第一次長州征討で、幕府側の撤兵の条件として山口城の破却が提示された。これに恭順した長州藩は、城の一部を破却して一旦は萩城へ戻ったものの、慶応元年（1865年）4月に再び山口へと移住した。同年の第二次長州征討では、政治・軍事の拠点として機能している。

### 明治以降
大政奉還後の明治3年（1870年）2月、政事堂から藩庁に改称。さらに、廃藩置県が行われた明治4年（1871年）には、城内に山口県庁が置かれた。
明治6年（1873年）の廃城令によって、存城処分となり陸軍省（第5軍管）の所管となるが、同年7月に大蔵省の所管へ変更され廃城となった。

## 遺構
水堀の一部と薬医門（山口政事堂の表門）が現存する。この表門は、廃藩置県までは藩庁門、その後は県庁正門となった。大正5年（1916年）に新たな県庁舎など（旧山口県庁庁舎と旧山口県議会議事堂）が完工すると、同門は県庁の西門となる。
1987年（昭和62年）3月27日に「旧山口藩庁門」として山口県指定有形文化財に指定され、現在の山口県庁舎の中央門と正門の間に残されている（徒歩にて通行可）。また、大正時代に城趾に建てられた旧山口県庁庁舎と旧山口県議会議堂は、今日山口県政資料館として利用されている。

## ギャラリー

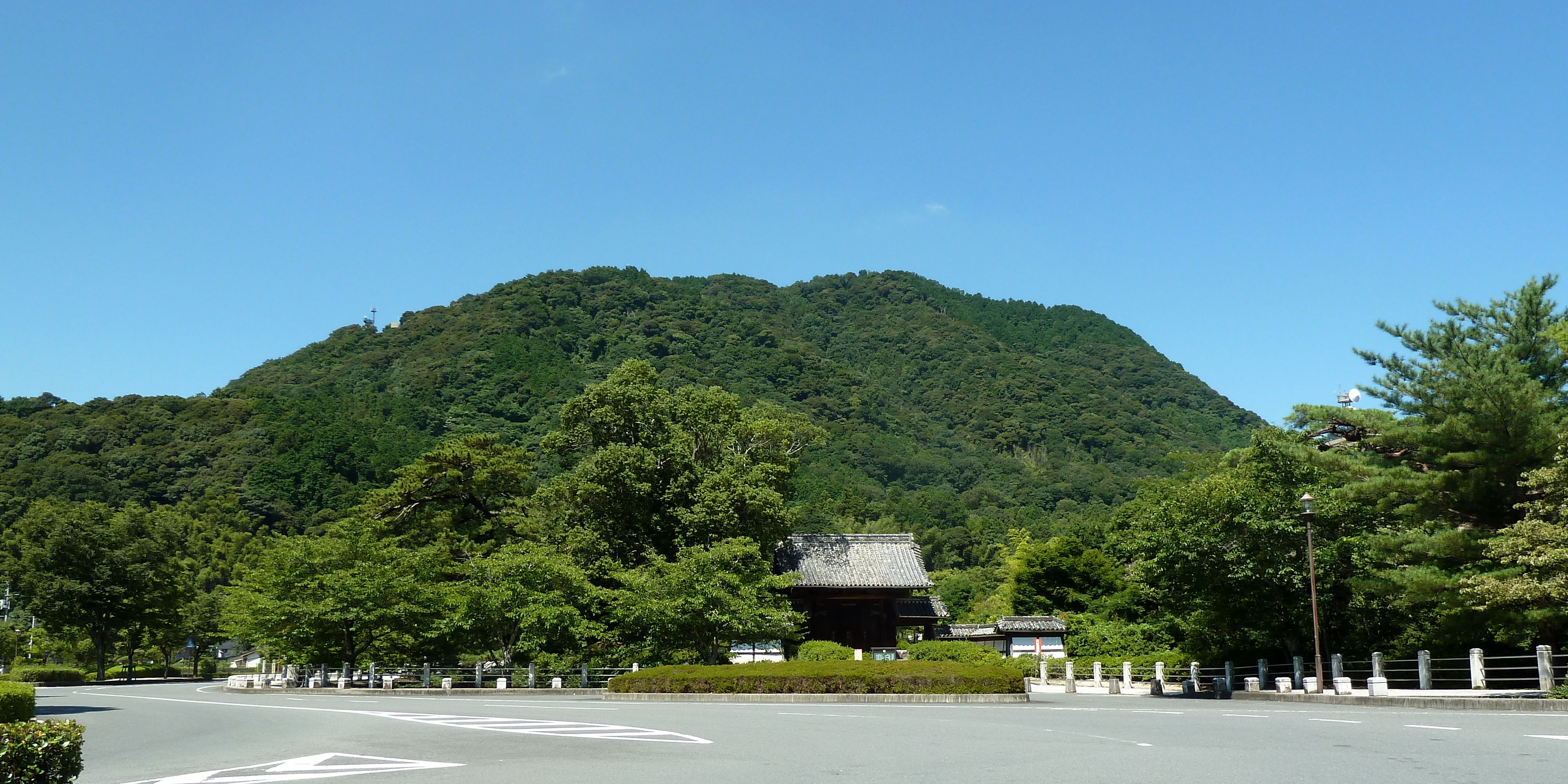
旧山口藩庁門の全景（背後は高嶺城跡）
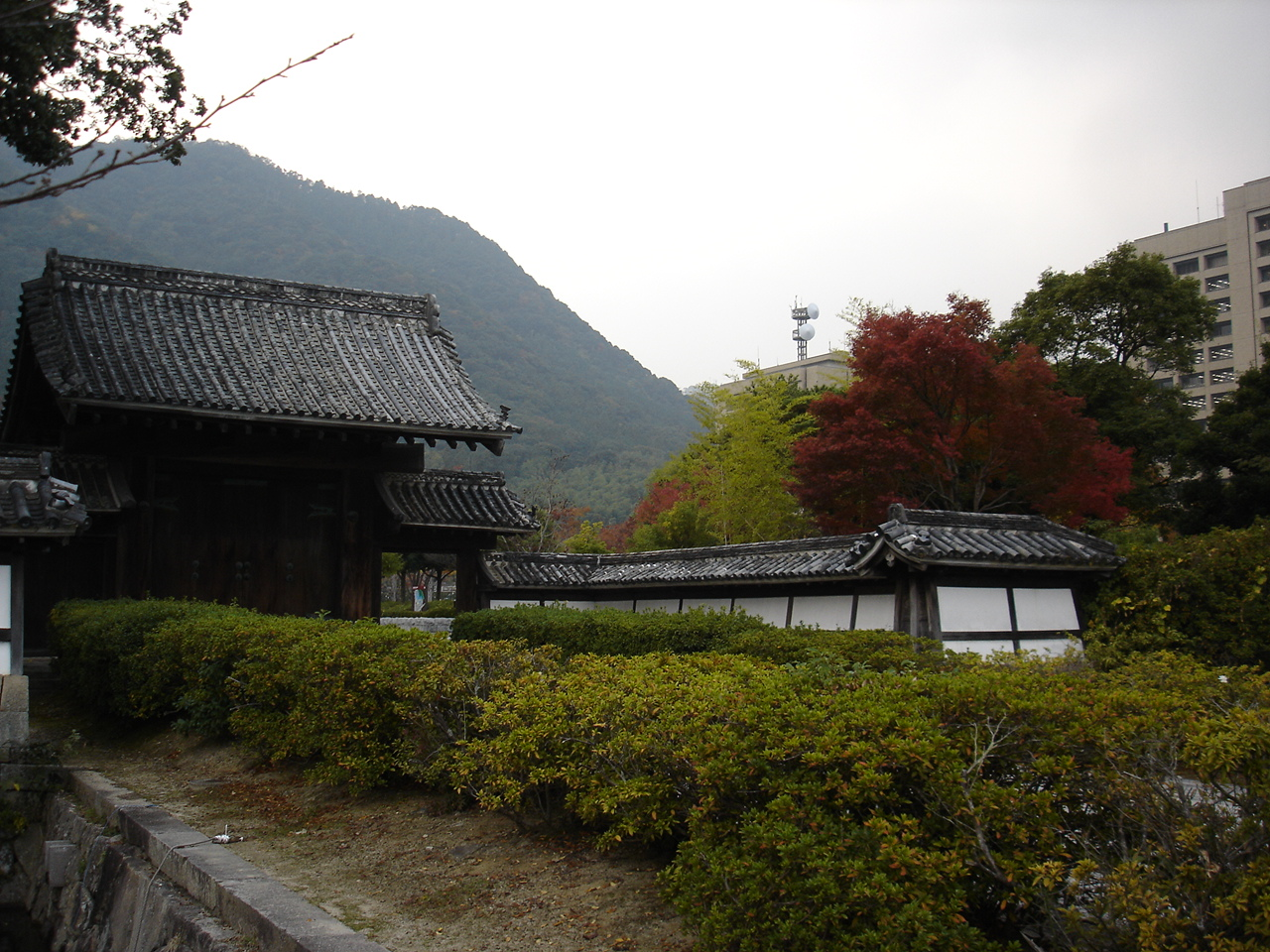
旧山口藩庁門と土橋
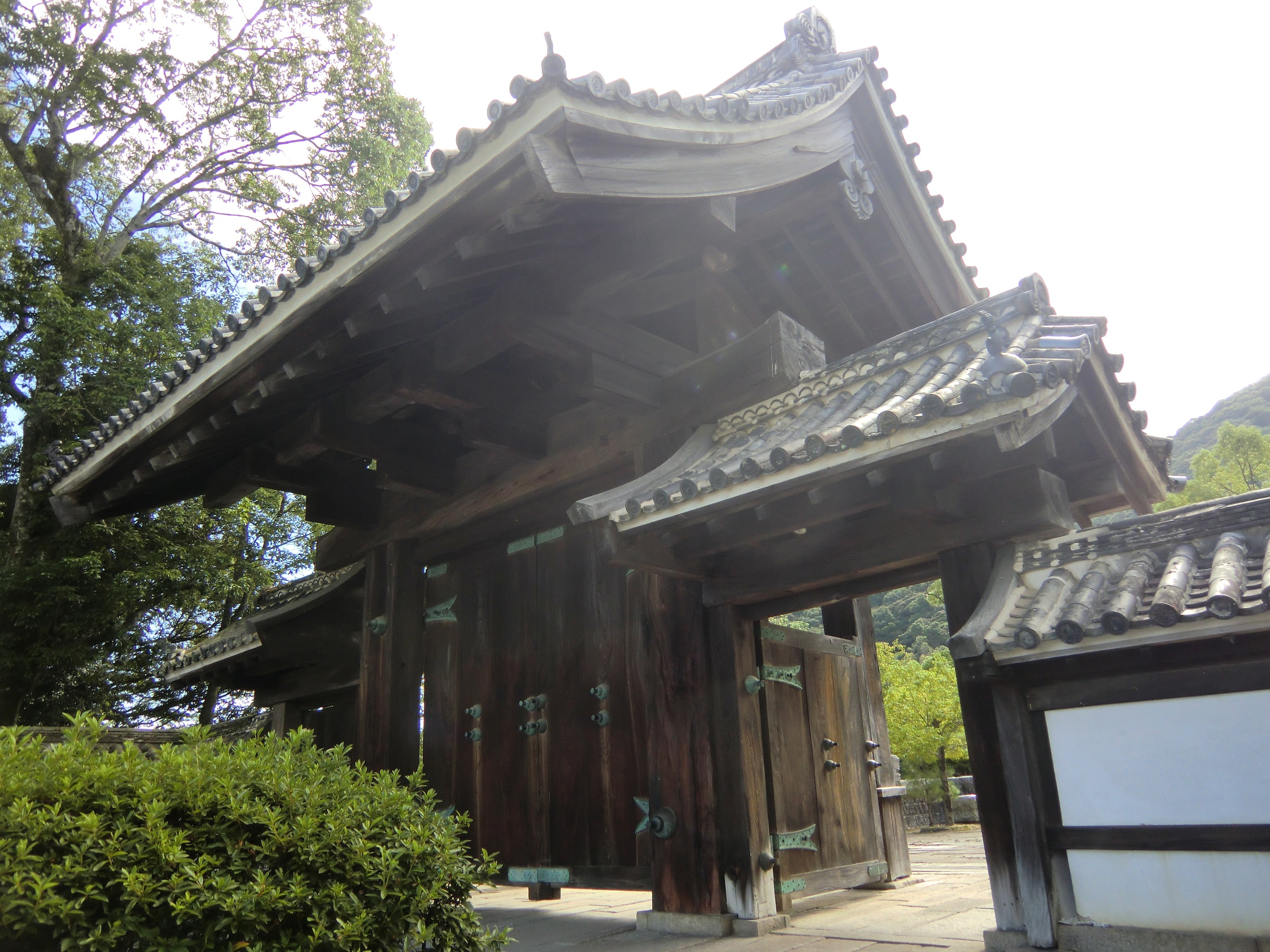
旧山口藩庁門の脇門